# むかご

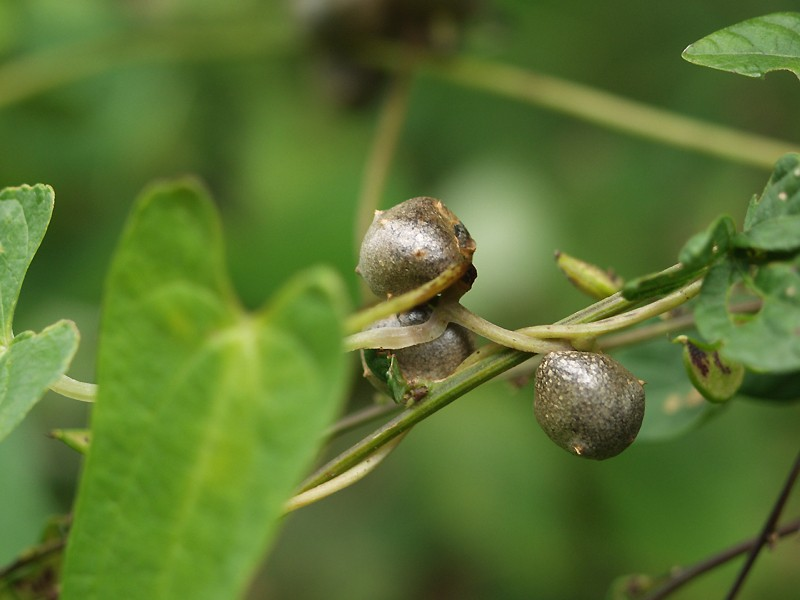
ヤマノイモのむかご

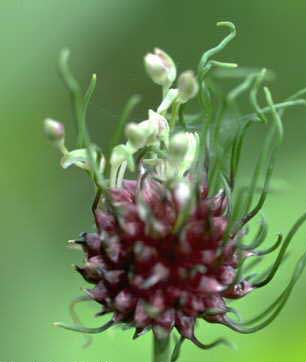
Allium vinealeのむかご

むかご（零余子、珠芽）とは、植物の栄養繁殖器官の一つで、わき芽が養分を貯え肥大化した部分のこと。主として地上部に生じるものをいい、葉腋や花序に形成され、離脱後に新たな植物体となる。
葉が肉質となることにより形成される鱗芽と、茎が肥大化して形成された肉芽とに分けられ、前者はオニユリなど、後者はヤマノイモ科などに見られる。両者の働きは似ているが、形態的には大きく異なり、前者は小さな球根のような形、後者は芋の形になる。いずれにせよ根茎の形になる。
食用に供するものとしてはヤマノイモのほか、オニユリやウワバミソウが代表的である。特に食材として単に「むかご」と呼ぶ場合、一般にはヤマノイモやナガイモなど山芋類のむかごを指す。灰色で球形から楕円形、表面に少数の突起があり、葉腋につく。むかごは一般的には軽く水洗いして塩ゆでにしたり、むかごご飯として米と一緒に炊き込むなどの調理法がある。また零余子飯（むかごめし）は晩秋・生活の季語である。

## むかごをつくる植物
代表的なものを記す。
- ヤマノイモ Dioscorea japonica
- ナガイモ Dioscorea batatas
- オニユリ
- ノビル
- ニンニク
- ムカゴイラクサ
- シュウカイドウ
- ムカゴトラノオ
- ムカゴネコノメ
- ムカゴユキノシタ
- カラスビシャク
- タマブキ
- アカザカズラ
- ムカゴニンジン
- ジョウシュウトリカブト